# Utánunk a tűzözön
Az Utánunk a tűzözön (eredeti cím: The Long Kiss Goodnight) 1996-ban bemutatott amerikai akciófilm, melyet Shane Black forgatókönyve alapján Renny Harlin rendezett. A főbb szerepekben Geena Davis, Samuel L. Jackson, Tom Amandes, Yvonne Zima, Brian Cox, Patrick Malahide, Craig Bierko és David Morse látható.

## Cselekmény
Samantha Caine (Gena Davis) élete látszólag tökéletes, jól működő házassága, boldog családja és sikeres tanári munkája van Ohióban. Egy majdnem végzetes autóbaleset után megdöbbenve fedezi fel, hogy nyolc évvel korábban Charly Baltimore-nak hívták és egy titkos kormányzati szervezet profi ügynöke volt, aki a gyilkolástól sem riadt vissza. Felbéreli  Mitch Henessey (Samuel L. Jackson) magánnyomozót, segítsen neki feltárnia a múltját. Samantha maga mögött hagyja családját, hogy befejezzen egy majdnem egy évtizede kudarcba fulladt akciót.

## Szereplők
| Színész            | Szerep                            | Magyar hang        | Magyar hang        |
| Színész            | Szerep                            | 1. szinkron (1997) | 2. szinkron (1999) |
| ------------------ | --------------------------------- | ------------------ | ------------------ |
| Geena Davis        | Samantha Caine (Charly Baltimore) | Györgyi Anna       | Györgyi Anna       |
| Samuel L. Jackson  | Mitch Henessey                    | Csuja Imre         | Csuja Imre         |
| Yvonne Zima        | Caitlin Caine                     | Mánya Zsófi        |                    |
| Craig Bierko       | Timothy                           | Kautzky Armand     | Kautzky Armand     |
| Tom Amandes        | Hal                               | Galambos Péter     | Galambos Péter     |
| Brian Cox          | Dr. Nathan Waldman                | Konrád Antal       | Konrád Antal       |
| Patrick Malahide   | Leland Perkins                    | Csuha Lajos        | Imre István        |
| David Morse        | Luke (Daedalus)                   | Sztarenki Pál      | Sztarenki Pál      |
| Joseph McKenna     | Félszemű Jack                     | F. Nagy Zoltán     |                    |
| Melina Kanakaredes | Trin                              | Makay Andrea       |                    |
| Royce D. Applegate | Fegyverbolti eladó                | Kisfalussy Bálint  |                    |
| Edwin Hodge        | Todd Henessey                     | Polgár Péter       |                    |
| Gladys O'Connor    | Alice Waldman                     | Várnagy Kati       |                    |
| G.D. Spradlin      | Elnök                             |                    | Kardos Gábor       |

## Fogadtatás

### Kritikai visszhang
Renny Harlin akciófilmjének vegyes a megítélése. A Rotten Tomatoes oldalán összegyűjtött 54 kritikusi vélemény 69%-a pozitív kicsengésű. Átlagosan 6 pontot ítéltek a produkciónak.

### Bevételi adatok
A filmet 1996. október 11-én mutatták be Észak-Amerikában és első hétvégéjén a harmadik helyen végzett a szintén debütáló Ragadozók és a negyedik hete műsoron lévő Elvált nők klubja című filmek mögött. Mindhárom film 9 millió dollár körüli bevételt tudhatott magáénak azon a hétvégén (1996. október 11. és 13. között). Az Utánunk a tűzözön a világon kevesebb mint 89,5 millió dollárt hozott, ami a 65 milliós költségvetéséhez képest kevésnek tekinthető.

## Fordítás
- Ez a szócikk részben vagy egészben  a   The Long Kiss Goodnight című angol Wikipédia-szócikk fordításán alapul.  Az eredeti cikk szerkesztőit annak laptörténete sorolja fel. Ez a jelzés csupán a megfogalmazás eredetét és a szerzői jogokat jelzi, nem szolgál a cikkben szereplő információk forrásmegjelöléseként.

## További információ
- Utánunk a tűzözön a PORT.hu-n (magyarul)
- Utánunk a tűzözön az Internet Movie Database-ben (angolul)
- Utánunk a tűzözön a Rotten Tomatoeson (angolul)
- Utánunk a tűzözön a Box Office Mojón (angolul)